# Jon Corzine
Jonathan Stevens "Jon" Corzine, född 1 januari 1947 i Taylorville, Illinois, är en amerikansk demokratisk politiker. Han var ledamot av USA:s senat från New Jersey 2001–2006 och guvernör i New Jersey från 17 januari 2006 till 19 januari 2010.
Han utexaminerades 1968 från University of Illinois at Urbana-Champaign. Han deltog sedan i Vietnamkriget och därefter, 1973, avlade MBA-examen vid University of Chicago.
Hans 33 år långa äktenskap till Joanne Dougherty slutade 2003 i skilsmässa. Corzine har tre barn: Jennifer, Josh och Jeffrey.
Corzine var verkställande direktör för Goldman Sachs 1994-1999.
Han är medlem i United Church of Christ.